# G20 (paesi in via di sviluppo)
Il G20 (Gruppo dei 20, ma denominato anche G21, G22 o G20+, poiché alcuni membri partecipano saltuariamente) è un blocco di nazioni in via di sviluppo costituendosi il 20 agosto 2003. Il gruppo agì per la prima volta alla V conferenza ministeriale dell'OMC, tenutosi a Cancún, in Messico, tra il 10 e il 14 settembre 2003. 
Il G20 raccoglie circa il 60% della popolazione mondiale, il 70% della popolazione agricola e produce il 26% delle esportazioni di prodotti agricoli.

## Paesi membri
Attualmente i suoi membri sono 23:
1. Argentina
2. Bolivia
3. Brasile
4. Cile
5. Cina
6. Cuba
7. Ecuador
8. Egitto
9. Filippine
10. Guatemala
11. India
12. Indonesia
13. Messico
14. Nigeria
15. Pakistan
16. Paraguay
17. Perù
18. Sudafrica
19. Tanzania
20. Thailandia
21. Uruguay
22. Venezuela
23. Zimbabwe

I Paesi leader del G20, conosciuti come G4, sono il Brasile, la Cina, l'India e il Sudafrica.

## Storia
Il gruppo nasce nel giugno 2003, quando i Ministri degli Esteri di Brasile, India e Sudafrica firmano la cosiddetta Dichiarazione di Brasilia, nella quale si legge che, secondo tali Paesi, i loro "maggiori partner commerciali sono ancora mossi da preoccupazioni protezioniste" nei riguardi dei settori meno competitivi dei loro Paesi e che è importante che "i risultati dell'attuale round di negoziati sul commercio portino ad un'inversione delle politiche protezioniste e delle pratiche che distorcono il commercio”.
Ad ogni modo, il G20 fece la propria comparsa ufficiale in risposta ad un documento reso noto il 13 agosto 2003 dalla Comunità europea e dagli Stati Uniti con una proposta comune sull'agricoltura presentata alla Conferenza ministeriale dell'OMC di Cancún. Tale proposta è contenuta in un documento, che sancisce l'istituzione del gruppo, firmato il 20 agosto 2003.
Fin dalla sua creazione, ci sono stati alcuni membri che partecipavano ai lavori occasionalmente. Tra questi Colombia, Costa Rica, Ecuador, El Salvador, Perù e Turchia. Ad ottobre 2008, il gruppo comprendeva 23 nazioni.

### Gruppi non più esistenti
- G22
- G33 (paesi industrializzati)